# Juan José Millás
Juan José Millás García, o Juanjo Millás (Valencia, 31 de enero de 1946), es un escritor y periodista español. Su obra narrativa, traducida a más de una veintena de idiomas, ha sido reconocida con los más prestigiosos galardones literarios del ámbito hispano. Dentro de esta labor, es el inventor de un género nuevo: el articuento. Compagina su labor de narrador y columnista con la de conferenciante, director de talleres de escritura y colaborador en programas de radio.

## Biografía
Hijo del inventor valenciano Vicente Millás Mossi y de Cándida García, pasó en Valencia los primeros años de su vida. En 1952 se trasladó con su familia a Madrid, al barrio de la Prosperidad, donde ha residido la mayor parte de su vida. Fue alumno del colegio Claret y cursó sus estudios preuniversitarios en el instituto Ramiro de Maeztu. Asistía a clase en horario nocturno, mientras por el día trabajaba en una caja de ahorros.
Ya en la universidad, se inscribió en la carrera de Filosofía y Letras, en la rama de Filosofía, pero abandonó en el tercer curso. Entró a trabajar en la aerolínea Iberia, primero en un puesto administrativo y después en el gabinete de comunicación. Simultáneamente, empezó a colaborar en la prensa. Ante el éxito cosechado, decidió dedicarse por entero a la literatura.
En 1987 se casó en segundas nupcias con la psicóloga Isabel Menéndez Álvarez, con quien tuvo a su segundo hijo. A principios de la década de 1990 empezó a colaborar en el diario El País y en otros medios de comunicación.

## Trayectoria
A su avidez lectora infantil le siguió su vocación por la escritura. En 1975 publicó su primera novela, Cerbero son las sombras, con la que ganó el premio Sésamo. Se trata de una larga carta al padre que rememora dolorosa y compasivamente su vida. Gracias a un entusiasta miembro del jurado, Juan García Hortelano, pudo publicar después Visión del ahogado (1977) y El jardín vacío (1981) en la editorial Alfaguara. Pero su trabajo empezó a ganar popularidad con Papel mojado (1983), un encargo de Anaya, cuya división Infantil y Juvenil logró que fuera incluida entre las lecturas recomendadas para el currículo de educación secundaria. 

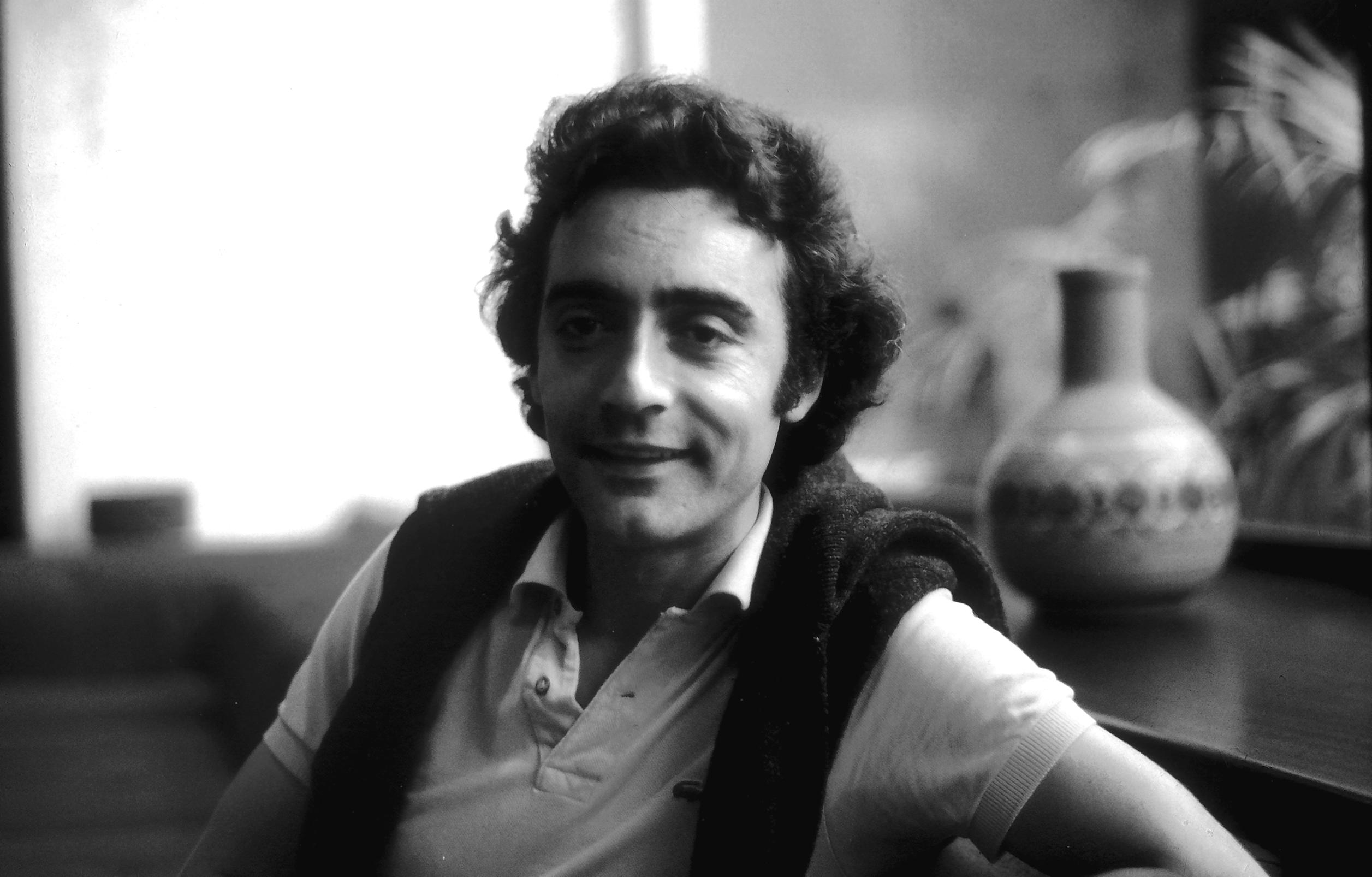
Juan Jośe Millás en 1979

En 1990 empezó a colaborar en el diario El País. Sus columnas ya mostraban una constante preocupación por el lenguaje, la búsqueda de sentido y la defensa de la persona frente a los poderes y los mercados.
También es reseñable su vertiente como comunicador radiofónico. En el programa La ventana de la Cadena SER coordinaba una sección en la que animaba a los oyentes a enviar pequeños relatos sobre palabras del diccionario; debido a la nutrida participación, fue construyendo un glosario. En la actualidad, colabora en el programa dirigido por Javier del Pino A vivir que son dos días, por el que ha recibido el Premio Ondas por su sección Las edades de Millás.
En su vasta obra, de introspección psicológica en su mayoría, y traducida a más de veinte idiomas, cualquier hecho cotidiano se puede convertir en un suceso fantástico. Para enmarcar este tipo de narración creó un género literario personal, el de los articuentos: en estas pequeñas historias, que el mismo autor define como «crónicas del surrealismo cotidiano dosificadas en perlas», un episodio cotidiano banal se transforma en una especie de grieta por la que escapa el concepto mismo de eso que llamamos realidad.
En su novela Laura y Julio plasmó sus principales obsesiones: el problema de la identidad, la simetría, la soledad próspera, los otros espacios habitables dentro del propio espacio, el amor, la fidelidad y los celos.
Millás ha recibido numerosos reconocimientos y premios, entre los que se encuentran algunos de los más importantes de España, como el Nadal, el Planeta y el Nacional de Narrativa, los dos últimos por su novela autobiográfica El mundo; este libro de memorias de infancia, casi de adolescencia, cuenta la historia de un muchacho que vive en una calle y cuyo sueño es escapar de ella.

## Obra
El listado que sigue recoge los datos bibliográficos de la obra de Juan José Millás agrupada según cuatro categorías. Dentro de cada de ellas, por orden cronológico se detalla para cada libro la primera edición registrada la Agencia del ISBN en España.

### Novelas
- Cerbero son las sombras (1975). Barcelona: Punto de Lectura. 978-84-663-1730-6
- Visión del ahogado (1977). Barcelona: Destino. 978-84-233-1765-3
- El jardín vacío (1981). Madrid: Lega. 978-84-85701-33-9
- Papel mojado (1983). Madrid: Anaya. 978-84-7525-142-4
- Letra muerta (1984). Barcelona: Destino. 978-84-233-2219-0
- El desorden de tu nombre (1987). Barcelona: Círculo de Lectores. 978-84-226-2959-7
- La soledad era esto (1990). Barcelona: Círculo de Lectores. 978-84-226-4238-1
- Volver a casa (1990). Barcelona: Destino. 978-84-233-1913-8
- Tonto, muerto, bastardo e invisible (1995). Barcelona: Alfaguara.	978-84-204-8170-8
- El orden alfabético (1998). Barcelona: Alfaguara. 978-84-204-8386-3
- No mires debajo de la cama (1999). Barcelona: Alfaguara. 978-84-204-7862-3
- Dos mujeres en Praga (2002). Barcelona: Espasa Libros. 978-84-670-0128-0
- Laura y Julio (2006). Barcelona: Seix Barral. 978-84-322-1228-4
- El mundo (2007). Barcelona: Planeta. 978-84-08-07692-6
- Lo que sé de los hombrecillos (2010). Barcelona: Seix Barral. 978-84-322-1296-3
- La mujer loca (2014). Barcelona: Seix Barral. 978-84-322-2124-8
- Desde la sombra (2016). Barcelona: Seix Barral. 978-84-322-2738-7
- Mi verdadera historia (2017). Barcelona: Seix Barral. 978-84-322-3242-8
- Que nadie duerma (2018). Barcelona: Alfaguara. 978-84-204-3184-0
- La vida a ratos (2019). Barcelona: Alfaguara. 978-84-204-3467-4
- Solo humo (2023). Barcelona: Alfaguara 978-84-204-7311-6
- Ese imbécil va a escribir una novela  (2025). Barcelona: Alfaguara. 978-84-10496-87-3

### Recopilaciones de relatos
- «Primavera de luto» y otros cuentos (1992). Barcelona: Destino. 978-84-233-2097-4
- «Ella imagina» y otras obsesiones de Vicente Holgado (1994). Barcelona: Alfaguara. 978-84-204-8141-8
- Cuentos a la intemperie (1997). Madrid: Acento. 978-84-483-0192-7
- «La viuda incompetente» y otros cuentos (1998). Barcelona: Plaza & Janés.	978-84-01-57062-9
- Cuentos (2001). Barcelona: Debolsillo. 978-84-8450-512-9
- Números pares, impares e idiotas (2001). Barcelona: Alba. 978-84-8428-121-4. Ilustrado por Forges.
- Articuentos (2002). Barcelona: Alba. 978-84-8428-098-9
- Relatos de ida y vuelta (2002). Sevilla: Consejería de Fomento. 978-84-8095-318-4
- Cuentos de adúlteros desorientados (2003). Barcelona: Lumen. 978-84-264-1341-3
- La ciudad (2005). Madrid: H Kliczkowski. 978-84-96304-79-6
- Los objetos nos llaman (2008). Barcelona: Seix Barral. 978-84-322-1261-1
- Articuentos completos (2011). Barcelona: Seix Barral. 978-84-322-0942-0
- Infieles y adulterados (2014). Madrid: Nórdica. 978-84-16112-22-7
- Una vocación imposible. Cuentos completos (2019). Barcelona: Seix Barral. 978-84-322-3584-9

### Artículos
- Algo que te concierne (1995). Barcelona: Aguilar. 978-84-03-59481-4
- Cuerpo y prótesis (2000). Barcelona: Aguilar. 978-84-03-09199-3
- Todo son preguntas (2005). Barcelona: Península. 978-84-8307-657-6
- El ojo de la cerradura (2006). Barcelona: Península. 978-84-8307-720-7
- Sombras sobre sombras (2007). Barcelona: Península. 978-84-8307-768-9

### No ficción
- Hay algo que no es como me dicen: el caso de Nevenka Fernández contra la realidad (2004). Barcelona: Aguilar. 978-84-03-09471-0
- María y Mercedes: dos relatos sobre el trabajo y la vida familiar (2005). Barcelona: Península. 978-84-8307-690-3
- Un mapa de la realidad: antología de textos de la enciclopedia Espasa (2005). Barcelona: Espasa Libros. 978-84-670-2009-0
- Vidas al límite (2012). Barcelona: Seix Barral. 978-84-322-1049-5
- con Juan Luis Arsuaga: La vida contada por un sapiens a un neandertal (2020). Barcelona: Alfaguara. 978-84-204-3965-5
- con Juan Luis Arsuaga: La muerte contada por un sapiens a un neandertal (2022). Barcelona: Alfaguara. 978-84-204-6105-2
- con Juan Luis Arsuaga: La conciencia contada por un sapiens a un neandertal (2024). Barcelona: Alfaguara. 978-84-204-7191-4

## Cine documental
Participó en La muerte contada por un sapiens a un neandertal (2022). Dirigida por Pablo Mediavilla y coprotagonizada con Juan Luis Arsuaga.

## Premios y honores
Su labor como escritor y comunicador ha sido reconocida por numerosos galardones:
- 1974: Premio Sésamo de novela[12] por Cerbero son las sombras
- 1990: Premio Nadal de novela, de Ediciones Destino, por La soledad era esto
- 1999: Premio de Periodismo Mariano de Cavia, del grupo editorial Prensa Española , por «Lo real»
- 2000: Premio Periodístico de la Fundación Germán Sánchez Ruipérez
- 2002: Premio Primavera de Novela, concedido por la editorial Espasa y Ámbito Cultural, por Dos mujeres en Praga
- 2002: Premio Nacional de Periodismo Miguel Delibes, de la Asociación de la Prensa de Valladolid, por el artículo «Errores»
- 2005: Premio de Periodismo Francisco Cerecedo, de la Asociación de Periodistas Europeos
- 2007: Premio Planeta de Novela, de la editorial homónima, por El mundo
- 2008: Premio Nacional de Narrativa, del Ministerio de Cultura y Deporte de España, por El mundo
- 2009: Premio Don Quijote de Periodismo, patrocinado por el Gobierno de Castilla-La Mancha, por su artículo «Un adverbio se le ocurre a cualquiera»[13]
- 2010: Premio Internacional de Periodismo Manuel Vázquez Montalbán en la categoría de Periodismo Cultural y Político
- 2023: Premio Ondas por Las edades de Millás en 'A vivir que son dos días', a la mejor idea radiofónica-sección.[14][15]

Asimismo, en 2006 fue nombrado doctor honoris causa por la Universidad de Turín, y al año siguiente, por la Universidad de Oviedo.